# Early Dynastic Cuneiform
Early Dynastic Cuneiform è un blocco Unicode. È costituito da 196 caratteri compresi nell'intervallo U+12480-U+1254F.
Il blocco Early Dynastic Cuneiform è concepito per disporre dei segni usati durante una delle prime fasi della scrittura cuneiforme, il Periodo protodinastico (2900-2350 a.C. circa), noto anche come cuneiforme arcaico, ma abbandonato nel periodo della III dinastia di Ur. Il blocco cuneiforme originale, introdotto nella versione 5.0 (luglio 2006) è progettato per i requisiti del cuneiforme dell'era Ur III, con la tradizione letteraria più recente (assiro antico e neo-assiro) da considerarsi delle varianti dei caratteri. Anche per l'epoca della III dinastia di Ur, molti segni presenti in dizionari rilevanti non hanno ricevuto un proprio codice, ma sono da intendersi espressi come legature tra due o più segni costituenti, per essere gestiti dal font. Ciononostante, ai fini della rappresentazione del cuneiforme arcaico, l'inventario del blocco originale è stato riconosciuto come insufficiente e nella versione 8.0 sono stati aggiunti altri 196 caratteri. 
Contiene caratteri non presenti nel blocco Cuneiform risalenti al periodo protodinastico, la maggior parte ricavata da Liste der archaischen Keilschriftzeichen (LAK), con un numero sostanziale di caratteri (da U+124D5 a U+12518) identificati dal loro numero LAK (o come composti da caratteri identificati dal numero LAK) piuttosto che identificati con un valore fonetico ricostruito a posteriori.

## Tabella compatta dei caratteri
|      | 0 | 1 | 2 | 3 | 4 | 5 | 6 | 7 | 8 | 9 | A | B | C | D | E | F |
| ---- | - | - | - | - | - | - | - | - | - | - | - | - | - | - | - | - |
| 1248 | 𒒀 | 𒒁 | 𒒂 | 𒒃 | 𒒄 | 𒒅 | 𒒆 | 𒒇 | 𒒈 | 𒒉 | 𒒊 | 𒒋 | 𒒌 | 𒒍 | 𒒎 | 𒒏 |
| 1249 | 𒒐 | 𒒑 | 𒒒 | 𒒓 | 𒒔 | 𒒕 | 𒒖 | 𒒗 | 𒒘 | 𒒙 | 𒒚 | 𒒛 | 𒒜 | 𒒝 | 𒒞 | 𒒟 |
| 124A | 𒒠 | 𒒡 | 𒒢 | 𒒣 | 𒒤 | 𒒥 | 𒒦 | 𒒧 | 𒒨 | 𒒩 | 𒒪 | 𒒫 | 𒒬 | 𒒭 | 𒒮 | 𒒯 |
| 124B | 𒒰 | 𒒱 | 𒒲 | 𒒳 | 𒒴 | 𒒵 | 𒒶 | 𒒷 | 𒒸 | 𒒹 | 𒒺 | 𒒻 | 𒒼 | 𒒽 | 𒒾 | 𒒿 |
| 124C | 𒓀 | 𒓁 | 𒓂 | 𒓃 | 𒓄 | 𒓅 | 𒓆 | 𒓇 | 𒓈 | 𒓉 | 𒓊 | 𒓋 | 𒓌 | 𒓍 | 𒓎 | 𒓏 |
| 124D | 𒓐 | 𒓑 | 𒓒 | 𒓓 | 𒓔 | 𒓕 | 𒓖 | 𒓗 | 𒓘 | 𒓙 | 𒓚 | 𒓛 | 𒓜 | 𒓝 | 𒓞 | 𒓟 |
| 124E | 𒓠 | 𒓡 | 𒓢 | 𒓣 | 𒓤 | 𒓥 | 𒓦 | 𒓧 | 𒓨 | 𒓩 | 𒓪 | 𒓫 | 𒓬 | 𒓭 | 𒓮 | 𒓯 |
| 124F | 𒓰 | 𒓱 | 𒓲 | 𒓳 | 𒓴 | 𒓵 | 𒓶 | 𒓷 | 𒓸 | 𒓹 | 𒓺 | 𒓻 | 𒓼 | 𒓽 | 𒓾 | 𒓿 |
| 1250 | 𒔀 | 𒔁 | 𒔂 | 𒔃 | 𒔄 | 𒔅 | 𒔆 | 𒔇 | 𒔈 | 𒔉 | 𒔊 | 𒔋 | 𒔌 | 𒔍 | 𒔎 | 𒔏 |
| 1251 | 𒔐 | 𒔑 | 𒔒 | 𒔓 | 𒔔 | 𒔕 | 𒔖 | 𒔗 | 𒔘 | 𒔙 | 𒔚 | 𒔛 | 𒔜 | 𒔝 | 𒔞 | 𒔟 |
| 1252 | 𒔠 | 𒔡 | 𒔢 | 𒔣 | 𒔤 | 𒔥 | 𒔦 | 𒔧 | 𒔨 | 𒔩 | 𒔪 | 𒔫 | 𒔬 | 𒔭 | 𒔮 | 𒔯 |
| 1253 | 𒔰 | 𒔱 | 𒔲 | 𒔳 | 𒔴 | 𒔵 | 𒔶 | 𒔷 | 𒔸 | 𒔹 | 𒔺 | 𒔻 | 𒔼 | 𒔽 | 𒔾 | 𒔿 |
| 1254 | 𒕀 | 𒕁 | 𒕂 | 𒕃 |   |   |   |   |   |   |   |   |   |   |   |   |